# Skin Chamber
Skin Chamber — сайд-проект, созданный участниками коллектива Controlled Bleeding Полом Лемосом и Крисом Мариарти в 1991 году. Проект действовал недолго, выпустил два альбома и в 1993 прекратил своё существование. Музыка Skin Chamber сочетает в себе индастриал-метал с некоторыми элементами нойза, экстремального метала и грайндкора.

## Состав

### Последний
- Пол Лемос — гитара, бас-гитара, перкуссия, вокал, семплирование (1991—1993)
- Крис Мориарти (умер в 2008 году) — ударные, перкуссия, вокал, семплирование (1991—1993)

## Дискография
- 1991 — Wound
- 1993 — Trial
- 2010 — Wound/Trial